# Anders Hedwall

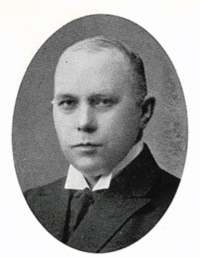
Anders Hedwall

Anders Severus Hedwall, född den 22 oktober 1885 i Hörröd, död den 1 juli 1968 i Höör, var en svensk kyrkoherde och författare.

## Biografi
Föräldrar var folkskolläraren och kantorn Anders Mårtensson Hedwall och Karna Håkansdotter. Hedwall tog studentexamen i Kristianstad 1905, folkskollärarexamen i Karlstad 1908, filosofie kandidatexamen 1910 och teologie kandidatexamen 1915 vid Lunds universitet. Han prästvigdes i Lund 1916 och blev kyrkoherde i Kjula församling 1923, kontraktsprost i Rekarne 1930 och kyrkoherde i Rute församling 1938. Han tog 1955 avsked som präst.
Hedwall var en hängiven folklivsforskare och gav bland annat ut två mycket grundliga sockensskildringar, dels rörande födelsesocknen Hörröd och därtill om Kjula socken, där han hade sin första kyrkoherdetjänst. Han skrev även dikter som samlades i flera utgåvor och även ett flertal historiska Skåneskildringar. Hedwall är begravd på Hörröds kyrkogård.